# Fuego (crónica literaria)
Fuego: La historia de la mujer que buscó justicia en una botella de gasolina es un libro escrito por Gema Peñalosa publicado en 2022 por Libros del K.O. Aborda la crónica de acontecimientos desarrollados a partir de la violación a una adolescente en Benejúzar, Alicante.

## Contexto
La agresión sexual tuvo lugar unos años después de que aparecieran los cuerpos de las tres adolescentes de Alcácer, Valencia. Siguiendo a Nerea Barjola y la tesis que aborda en Microfísica sexista del poder (2018), Peñalosa se interroga por los mecanismos sociales que posibilitan la violencia sexual, como la culpabilización de la víctima y la defensa del agresor.Asimismo, resalta la evolución que durante los últimos años ha tenido el tratamiento social y mediático de los casos de violencia sexual, destacando el caso de La Manada.

## Argumento
El 17 de octubre de 1998 un hombre de 62 años llamado Antonio Cosme, "el Pincelito", violó a Verónica, una niña de 13, en la localidad alicantina de Benejúzar. El agresor obtuvo gran apoyo social en el municipio y la niña fue acosada por parte de los y las vecinas. En el juicio se probó la agresión sexual y se condenó a Cosme a 9 años de prisión. El agresor obtuvo varios permisos penitenciarios que no fueron comunicados a la familia y que se dieron sin medidas cautelares de protección a la víctima, al que el autor había amenazado de muerte si revelaba los hechos. En uno de esos permisos, dado en 2005, Mari Carmen, la madre de Verónica, se cruzó con Cosme por el pueblo y le prendió fuego. Cosme murió días después y se inició un proceso penal contra Mari Carmen.

## Estilo
Según la autora, el libro se enmarca en el true crime, pero con una narración aséptica, que huye de excesos gratuitos, comunes en el periodismo de sucesos.

## Adaptaciones
La miniserie documental La mano en el fuego (2024), que aborda el mismo caso, cuenta con la participación de Gema Peñalosa, que expone el contexto y analiza la documentación relacionada.